# 安纳托利亚艾菲斯体育俱乐部
安納托利亚艾菲斯体育俱乐部（土耳其語：Anadolu Efes SK）是土耳其的一支職業籃球隊伍，成立于1976年，主场位于伊斯坦布尔，至2013年為止，他們是土耳其職業籃球史上最成功的球隊，總共獲得了13次的國內聯賽冠軍頭銜。安納托利亚艾菲斯队的主場球館是聖文亞當圓頂球場可容納16,000個座位，於2010年開始啟用。
在欧洲赛场上，安納托利亞艾菲斯隊曾经獲得了1996年的考拉奇杯冠軍，成为了土耳其篮球史上第一支夺得欧洲冠军头衔的球队。